# 児玉樹 (漫画家)
児玉 樹（こだま みき）は日本の漫画家。女性。主に角川書店の漫画雑誌にて活動。

## 主な作品

### 連載作品
- 快談・喜談もののけ屋敷（月刊少年エース）
- Canvas2 〜虹色のスケッチ〜（月刊少年エース・月刊コンプエース、原作：F&C FC01）
- てるてる天神通り（月刊少年エース、オリジナル）
- FORTUNE ARTERIAL（コンプティーク、原作：オーガスト）
- まほマほ（月刊少年エース、オリジナル）
- はらほろキーパーズ！（月刊少年エース、オリジナル）

## 単行本
『Canvas2 -エクストラ・シーズン-』
角川コミックス・エース 角川書店
1. ISBN 978-4-04-713720-2 2005年4月

『Canvas2 -虹色のスケッチ-』
角川コミックス・エース 角川書店 全4巻
1. ISBN 978-4-04-713753-0 2005年9月
2. ISBN 978-4-04-713772-1 2005年12月
3. ISBN 978-4-04-713819-3 2006年4月
4. ISBN 978-4-04-713843-8 2006年8月

『てるてる天神通り』
角川コミックス・エース 角川書店 全5巻
1. ISBN 978-4-04-713991-6 2007年11月
2. ISBN 978-4-04-715080-5 2008年7月
3. ISBN 978-4-04-715174-1 2009年2月
4. ISBN 978-4-04-715305-9 2009年10月
5. ISBN 978-4-04-715543-5 2010年10月

『FORTUNE ARTERIAL』
角川コミックス・エース 角川書店 全7巻
1. ISBN 978-4-04-715081-2 2008年7月
2. ISBN 978-4-04-715162-8 2009年1月
3. ISBN 978-4-04-715304-2 2009年10月
4. ISBN 978-4-04-715519-0 2010年9月
5. ISBN 978-4-04-715547-3 2010年10月
6. ISBN 978-4-04-715643-2 2011年3月
  - （初回版）ISBN 978-4-04-900803-6 2011年2月

7. ISBN 978-4-04-715780-4 2011年9月

『まほマほ』
角川コミックス・エース 角川書店 全3巻
1. ISBN 978-4-04-120164-0 2012年3月
2. ISBN 978-4-04-120323-1 2012年12月
3. ISBN 978-4-04-120773-4 2013年7月

『はらほろキーパーズ！』
カドカワコミックス･エース 角川書店 続刊中
1. ISBN 978-4-04-103126-1 2015年6月
2. ISBN 978-4-04-103668-6 2015年11月